# 2020 BB95
2020 BB95 est un objet épars découvert en 2020. 